# Határréti-víztározó
A Határréti-víztározó mesterségesen kialakított állóvíz Pest vármegye nyugati részén, a Solymári-völgy északi szélén, Pilisvörösvár, Pilisszántó és Csobánka hármashatáránál. A tó a Határ-réti-árok duzzasztásával jött létre, amelynek folyásiránya ezen a szakaszon nagyjából északnyugat–délkeleti irányú; nyugati fele (a patak mindkét partján) pilisszántói területen terül el, déli partszakasza Pilisvörösvárhoz, északkeleti része Csobánkához tartozik. Horgászati és rekreációs célokat szolgál, kedvelt kirándulóhely.

## Megközelítése
A tó megközelítése a Pilisvörösvárt Pilisszántóval összekötő útról lehetséges, az útról ott kell jobbra, kelet felé lekanyarodni – Pilisvörösvár központjától kb. 4 kilométernyi autózás után –, ahol az eléri a Solymári-völgy északi peremét, és a Hosszú-hegy lábánál, egy patakhíd után éles kanyarral nyugatnak fordul. A letéréstől még mintegy 800 métert kell autózni a tározó bejáratáig.
Budapest felől közösségi közlekedéssel is elérhető a tározó, a Volánbusz 820-as vagy 830-as számú járataival. A buszról Pilisszántó, kishíd megállóhelynél kell leszállni, amely közvetlenül a fent írt éles kanyar után található. A megállóból pár lépést keleti irányban, tehát visszafelé sétálva érjük el ugyanazt a letérést, ahonnan végig burkolt úton juthatunk el a tóig.

## Paraméterei
A tó vízterülete 7,9 hektár, hossza valamivel több, mint 400 méter, átlagos szélessége 150 méter körül van, legnagyobb szélessége megközelíti a 200 métert. Partján egy halőrház és egy sorompóval védett autóparkoló található, a sorompót a nyitvatartási időn kívül lezárva tartják; a sorompón belüli parkolás a horgászjeggyel nem rendelkezők számára díjköteles. Horgászni csak az északi és a déli partról szabad, a patak befolyási övezete a tó nyugati részén tiltott terület, valamint a völgyzáró gátról sem szabad horgászni. Egyéb horgászatra nincs mód, így sem csónak, sem vízen úszó etetőeszköz használata nem engedélyezett. A vízterület hasznosítója a Magyar Országos Horgász Szövetség, víztérkódja 13-0036-1-1.

## Gazdasági hasznosítása
A tavon az országos, valamint helyi horgászati szabályok és előírások betartása mellett lehetséges horgászni; a tározó, mint horgászhely, napkeltétől napnyugtáig van csak nyitva, így éjszakai horgászatra a területen nincs mód. A horgászati módok közül a pergető, műcsalis horgászat is engedélyezett itt, de ilyen módon csak más horgászok zavarása nélkül lehet halat fogni. 

## Élővilága

### Halak
A tóba legnagyobb arányban pontyot telepítenek, évi több alkalommal, kifogható méretben, emellett csuka, süllő, balin, kecsege és keszegfélék is előfordulnak. A nem védett halfajok közül a ponty 60 centimétert meghaladó testhosszúságú egyedei védelem alatt állnak, azokat kifogás után vissza kell engedni a vízbe.

## Képgaléria

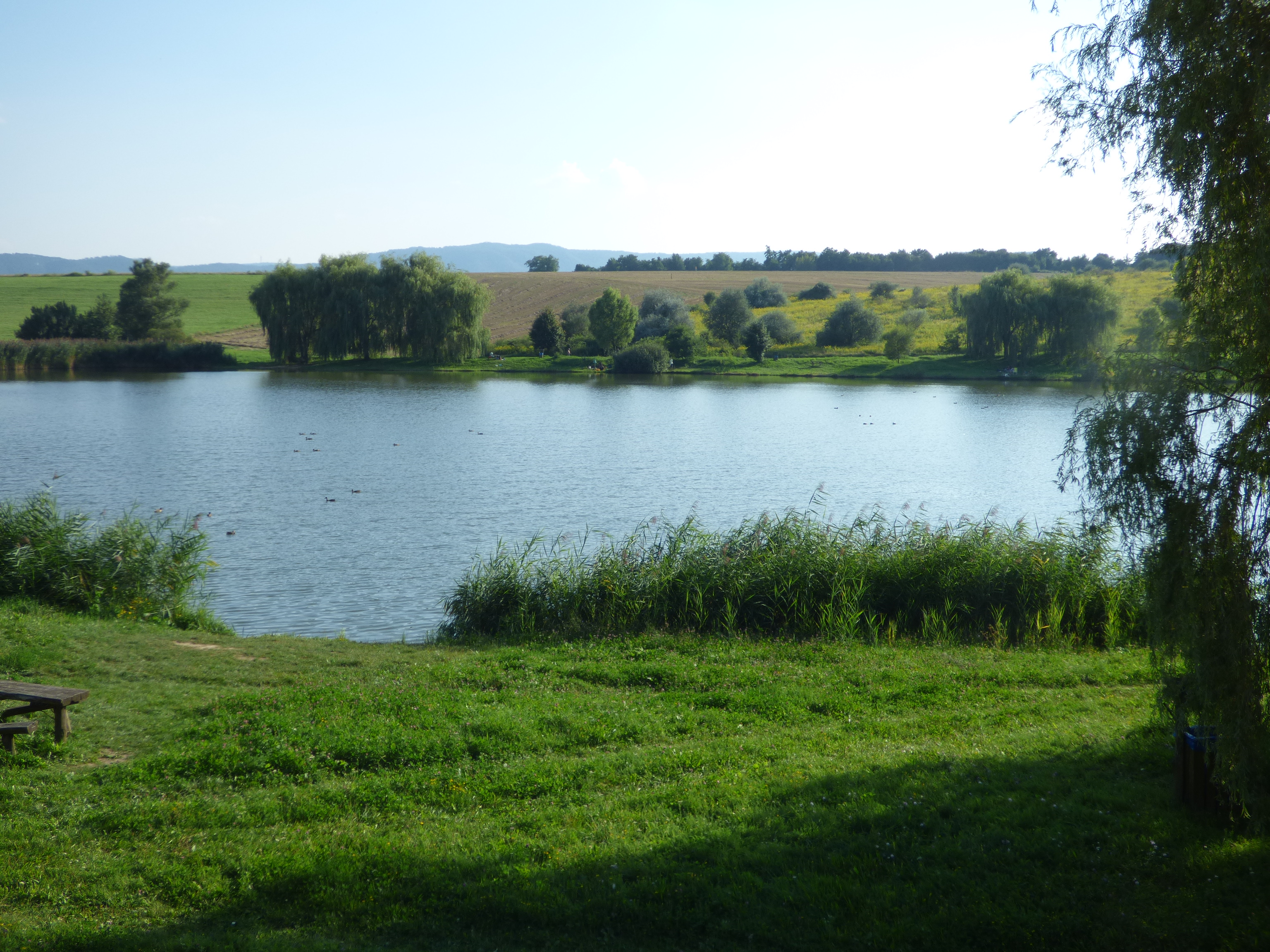
A Határréti-víztározó észak felől
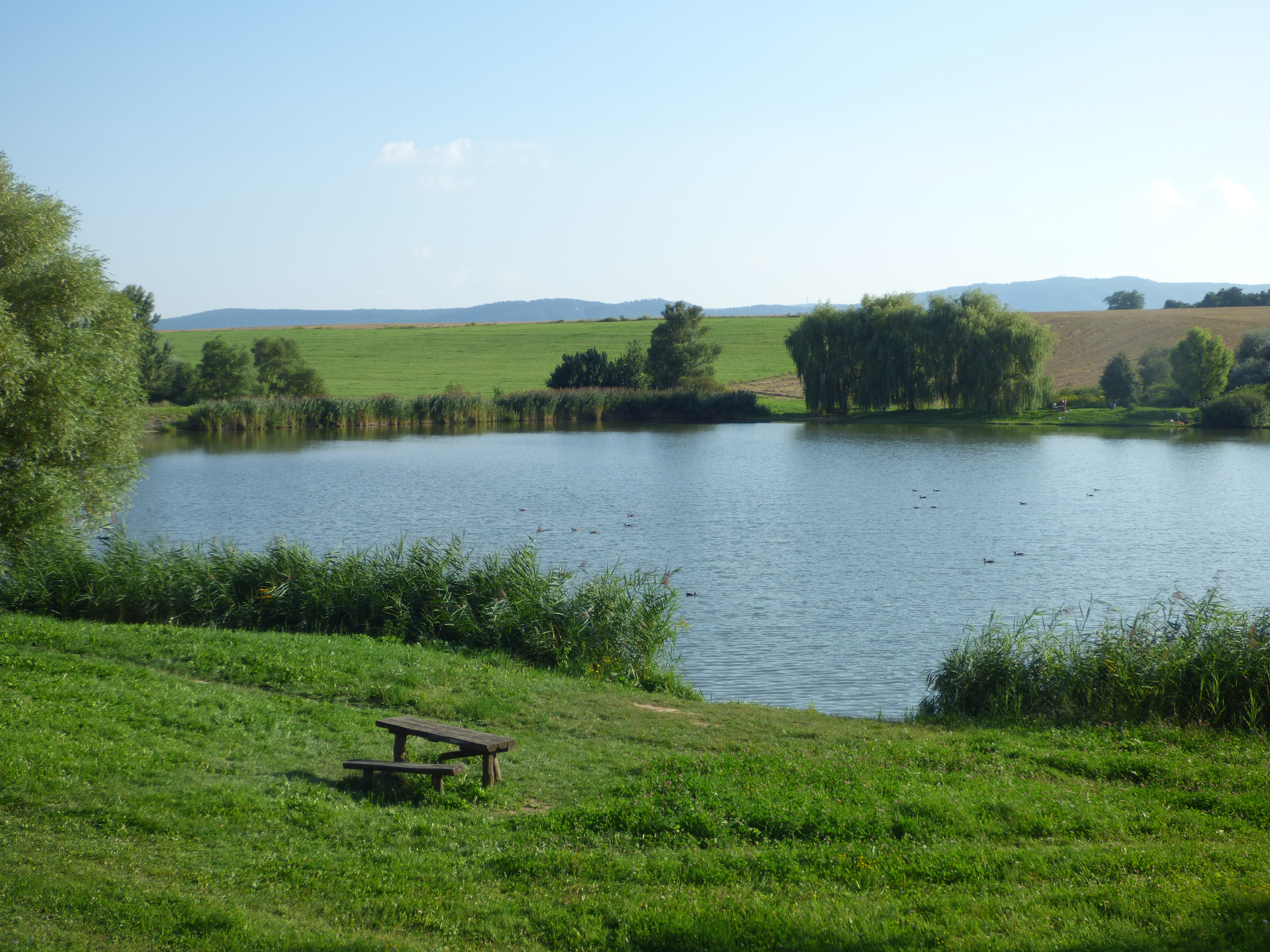
A Határréti-víztározó észak felől
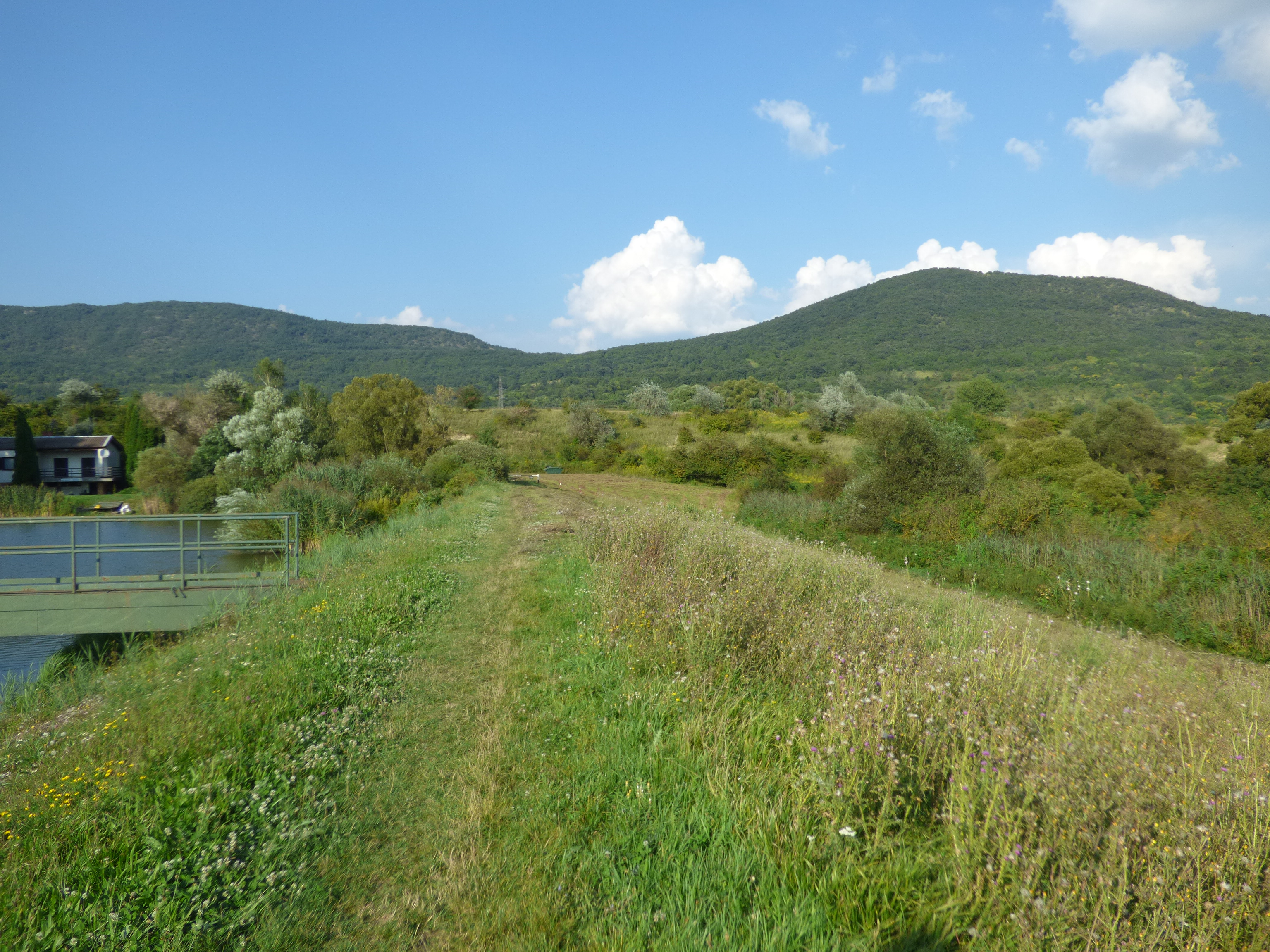
A tározó gátja, háttérben jobbra a Ziribár-heggyel
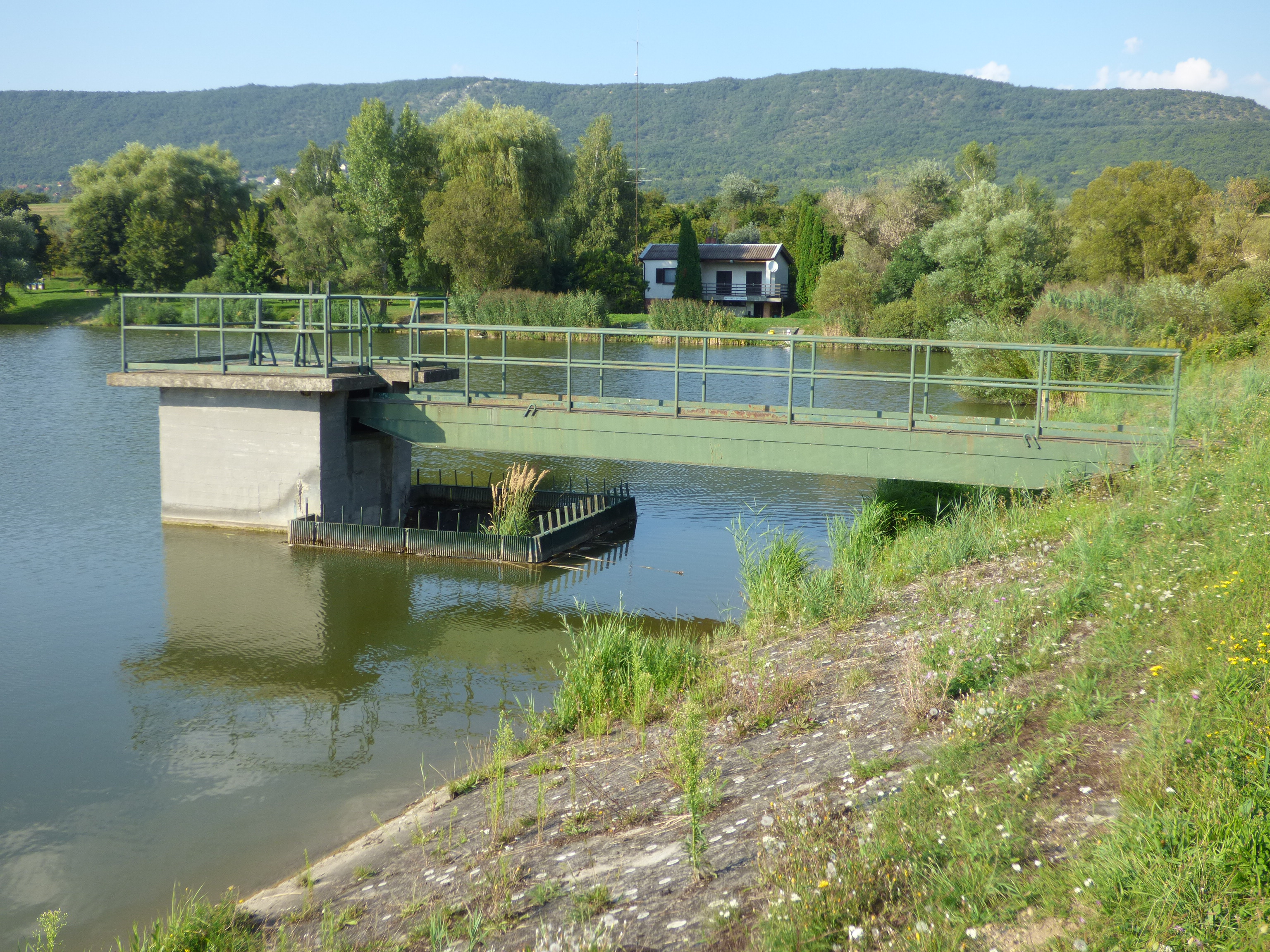
A vízleeresztő mű
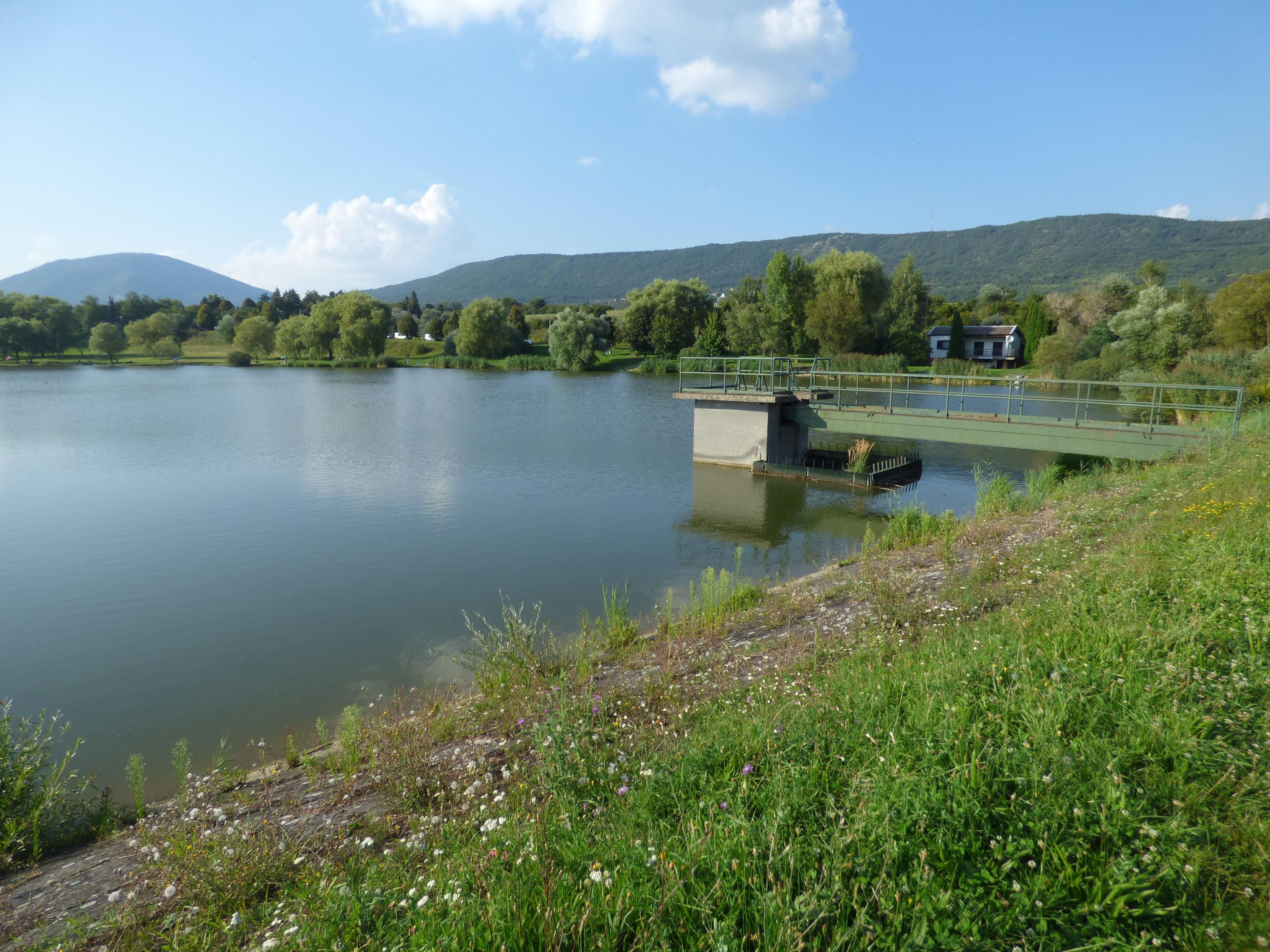
A tározó a gát felől
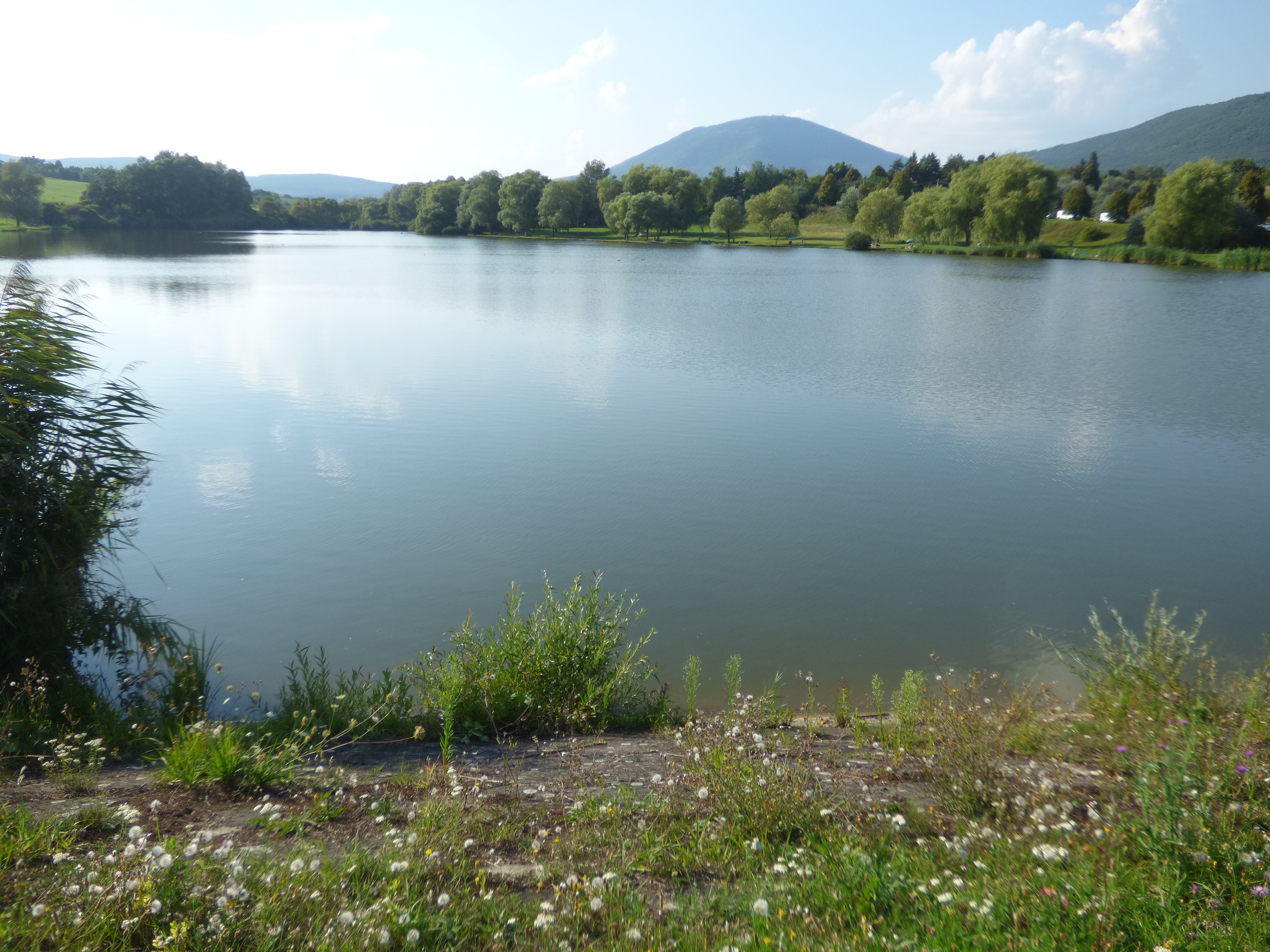
A tározó a gát felől
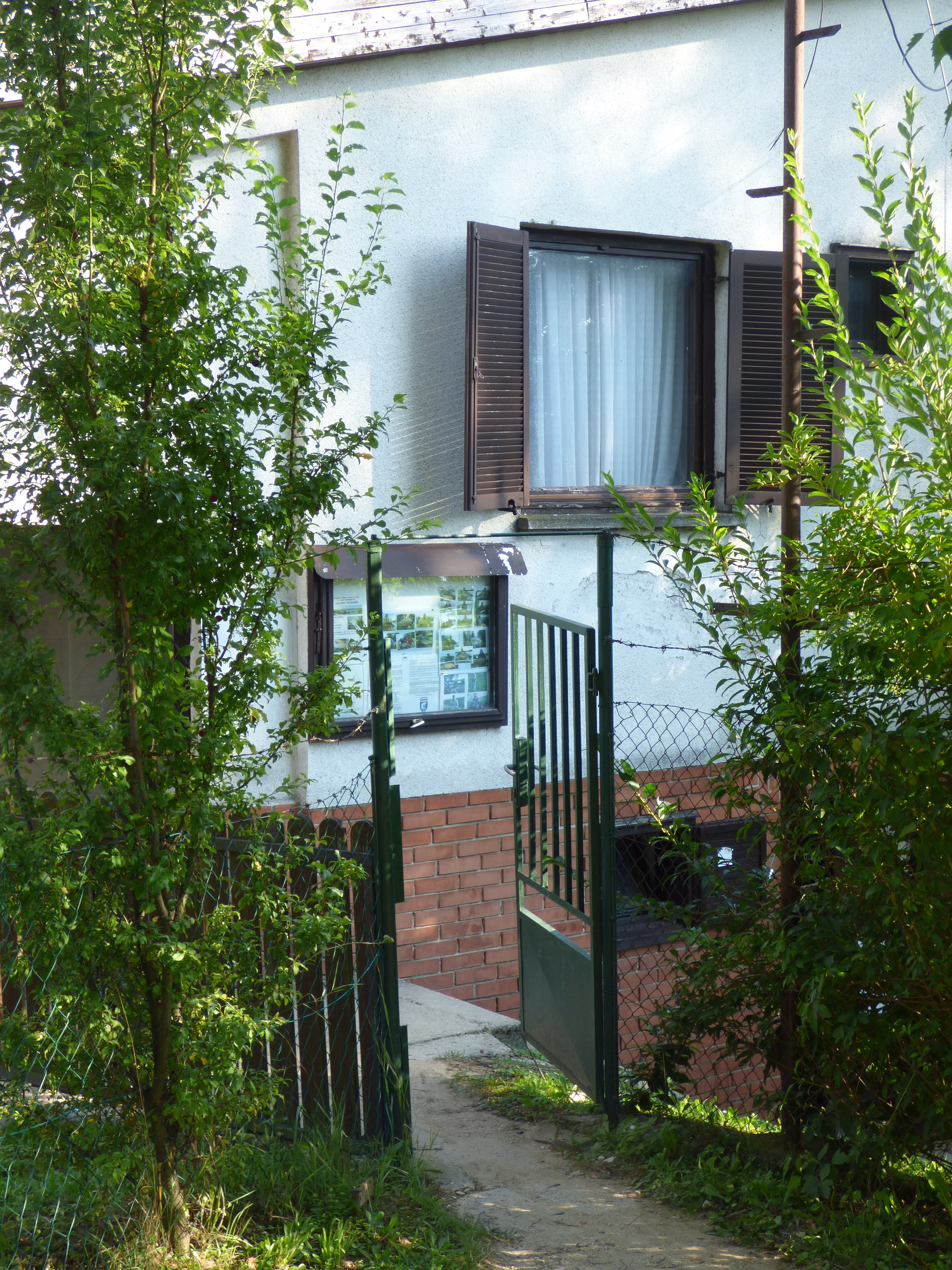
A halőrház bejárata
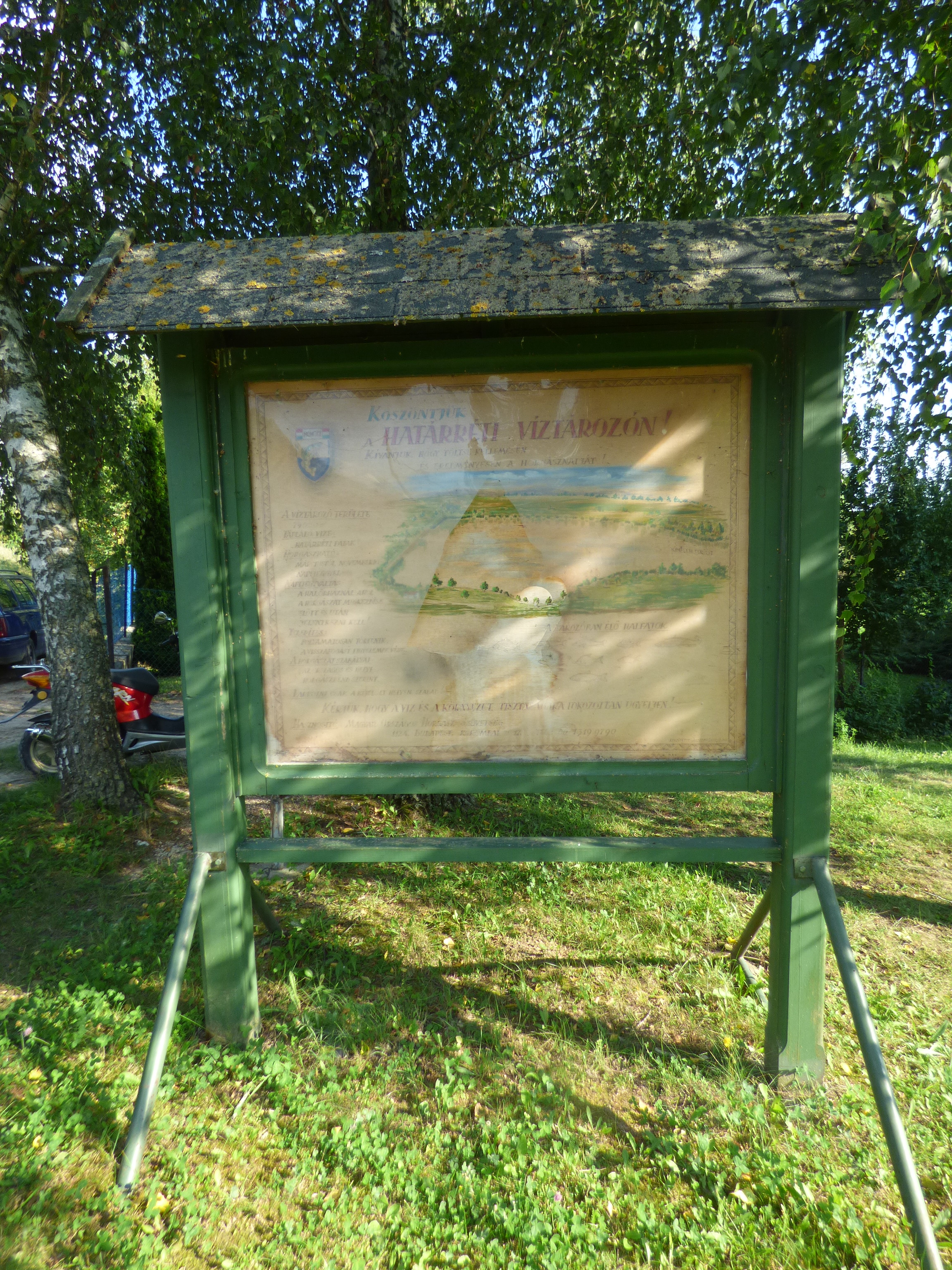
A víztározó ismertető táblája
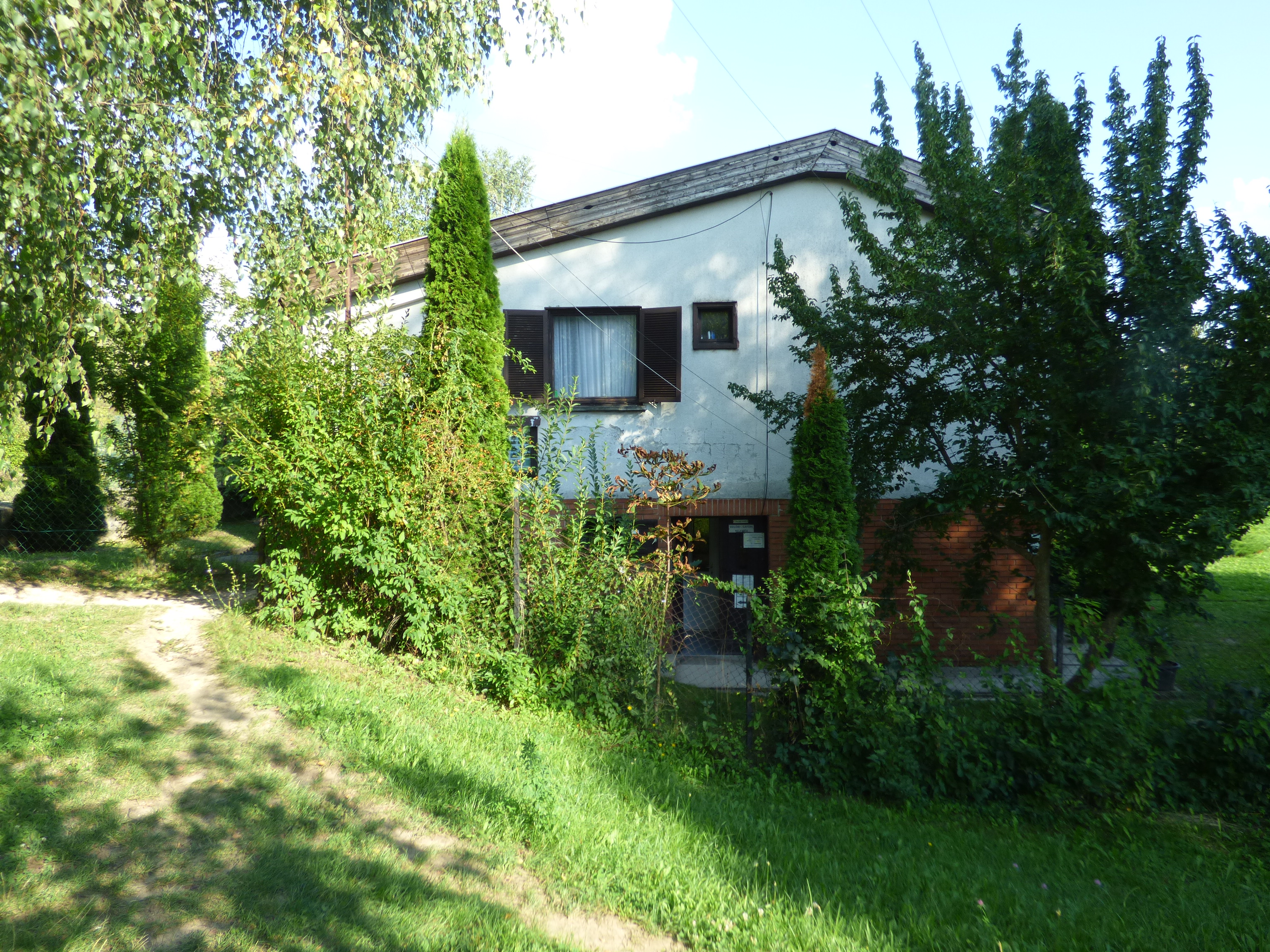
Halőrház
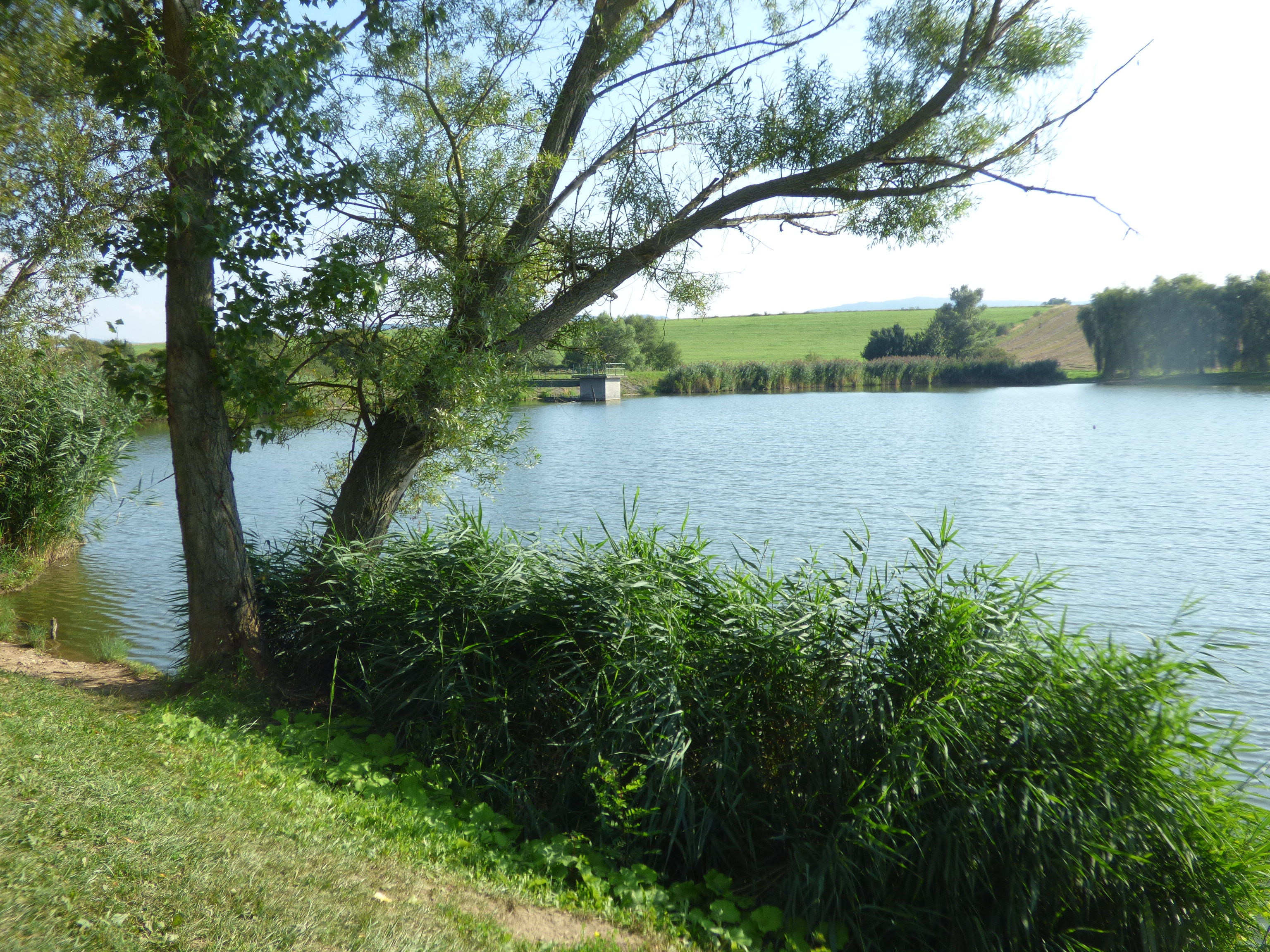
A víztározó az északi partról
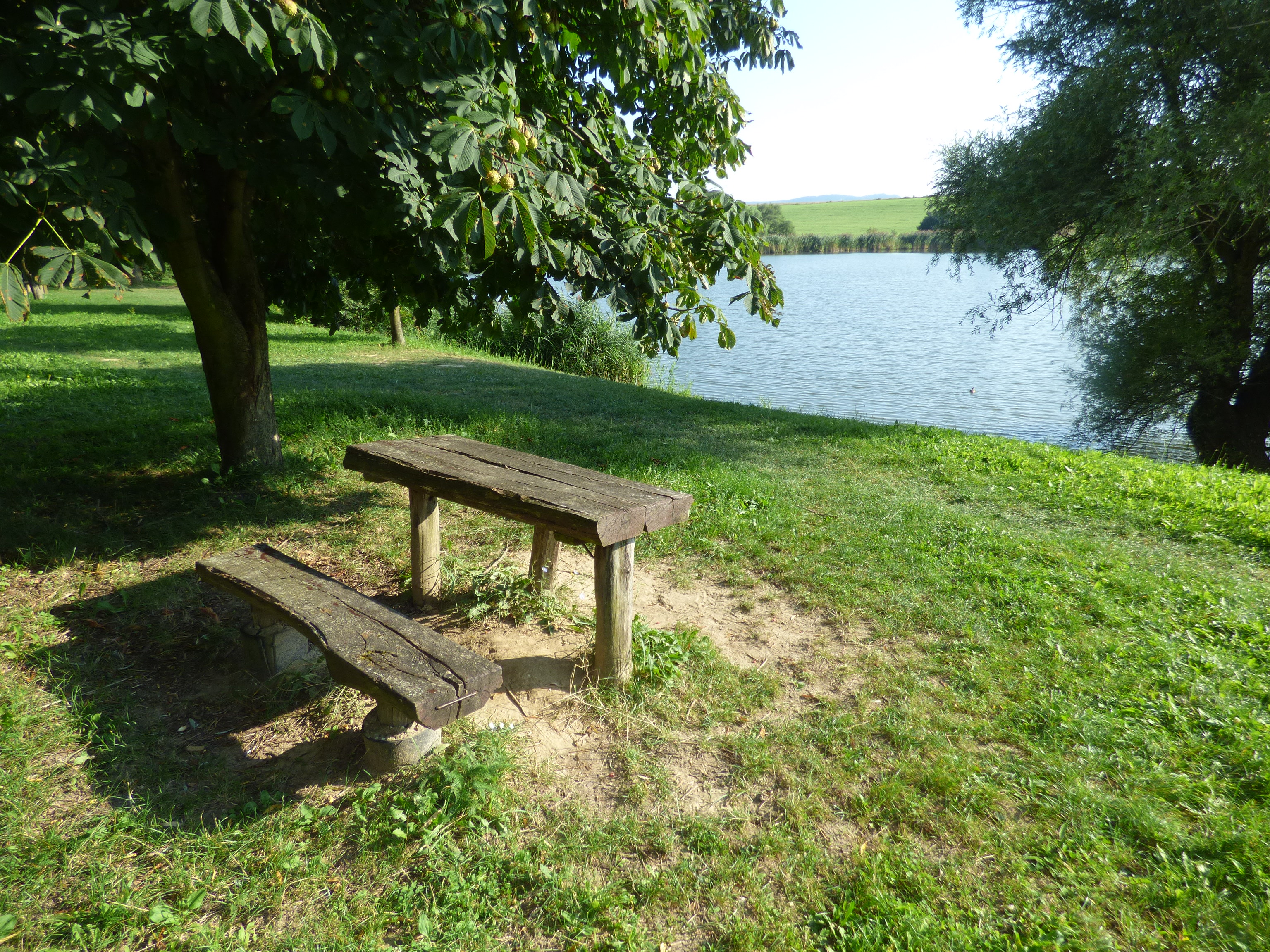
Pihenőpadok a parton
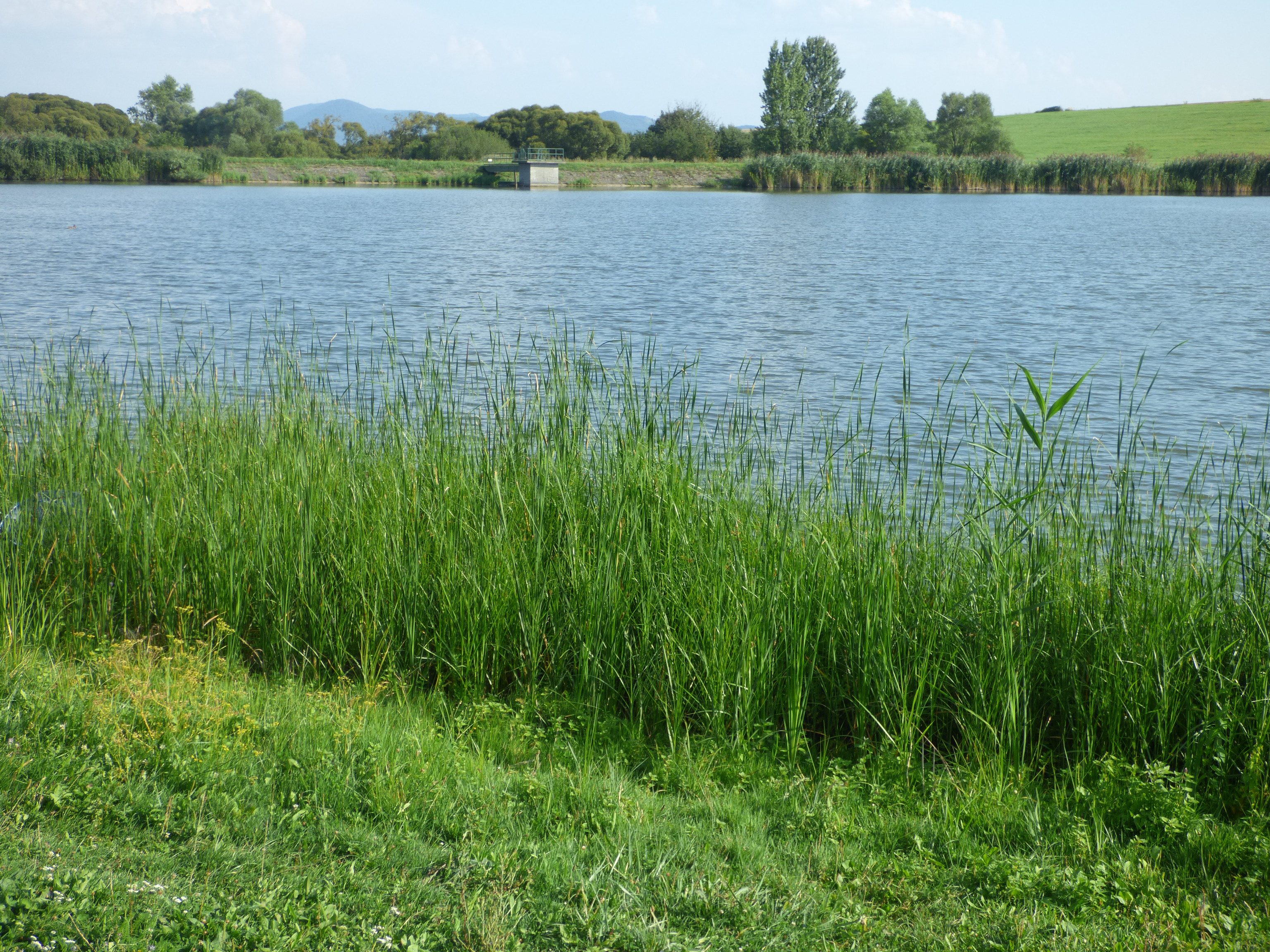
A tó az északi part nyugati részétől
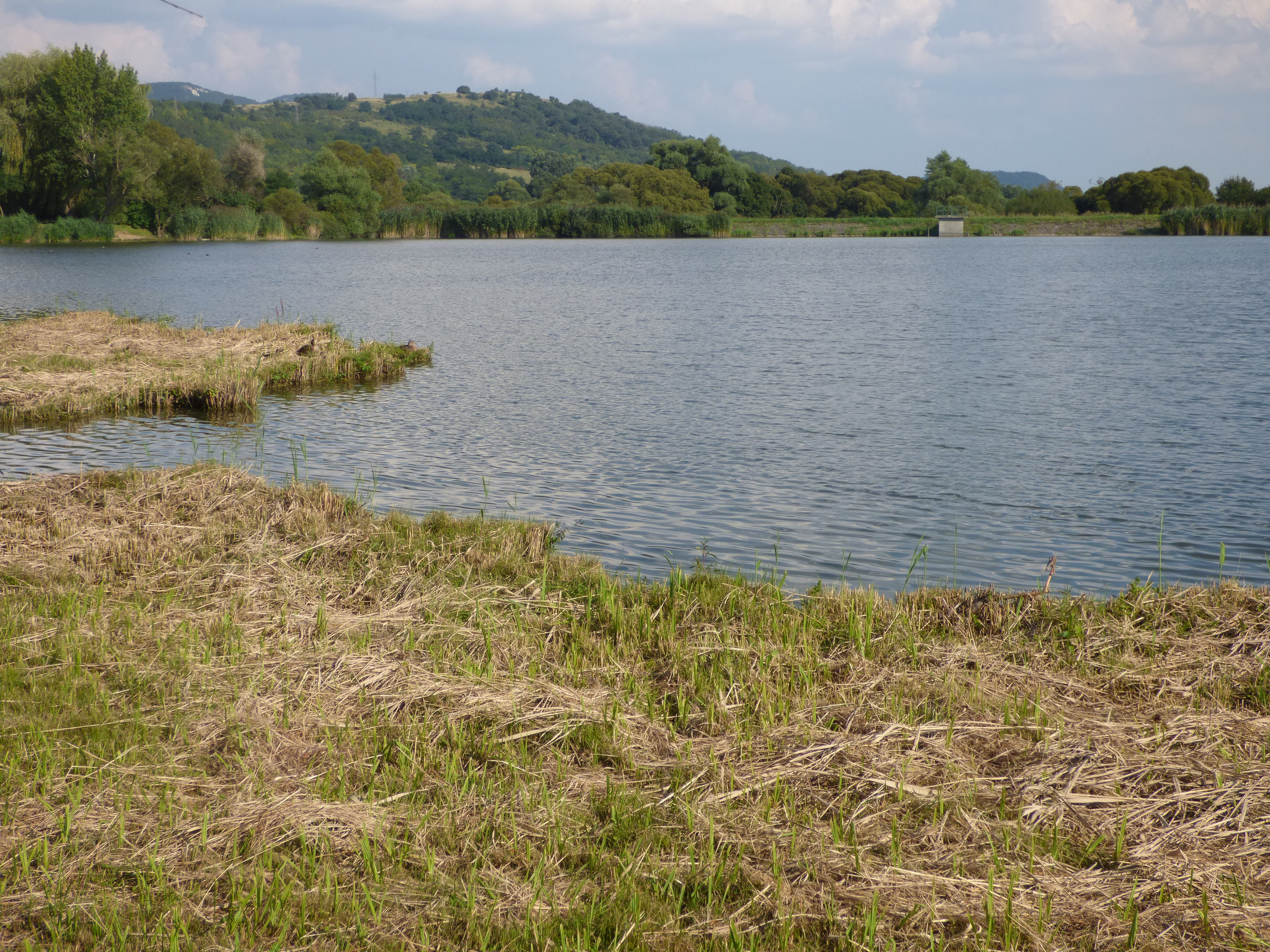
A tó az északi part nyugati részétől
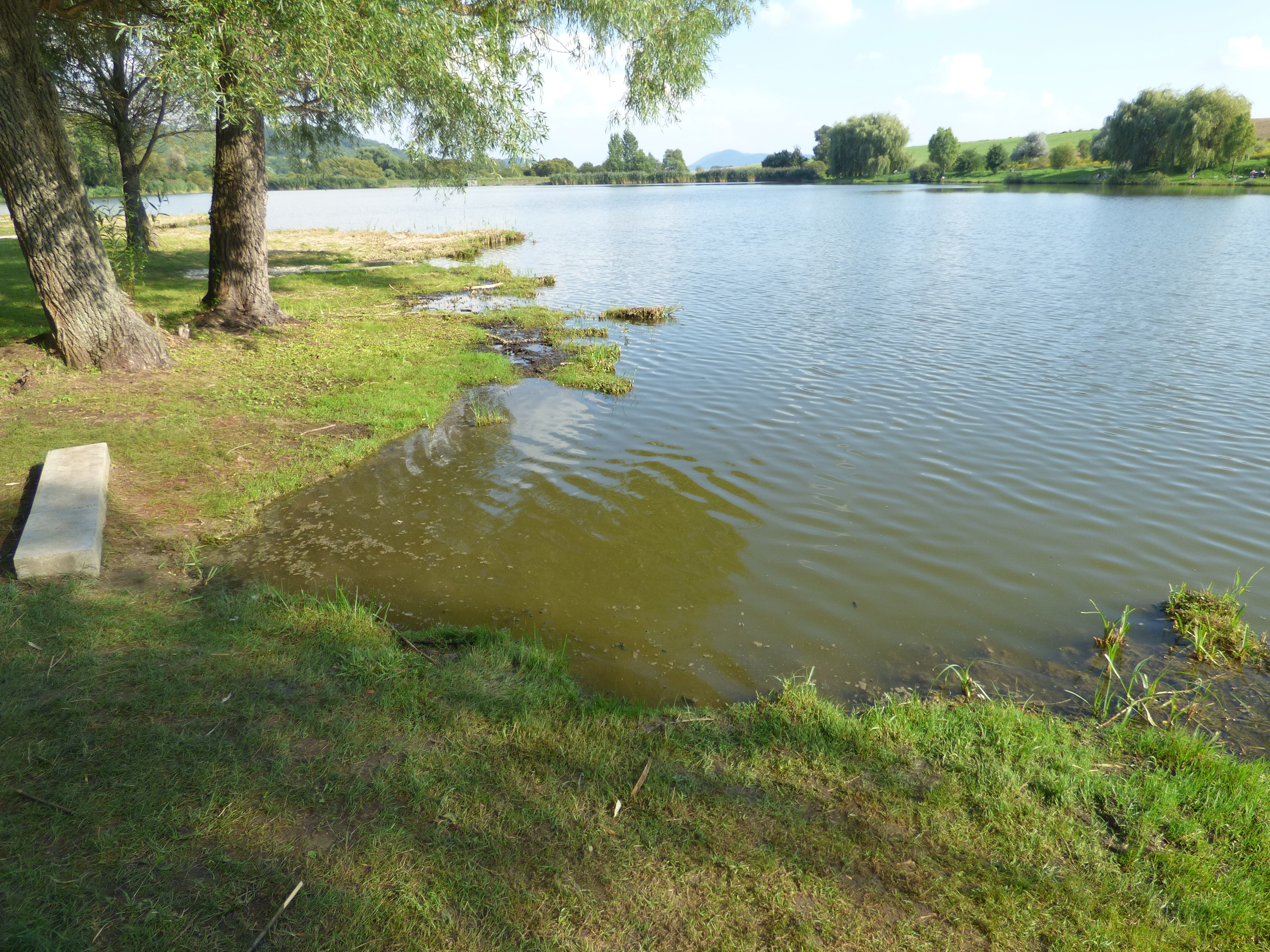
A tó az északi part nyugati részétől
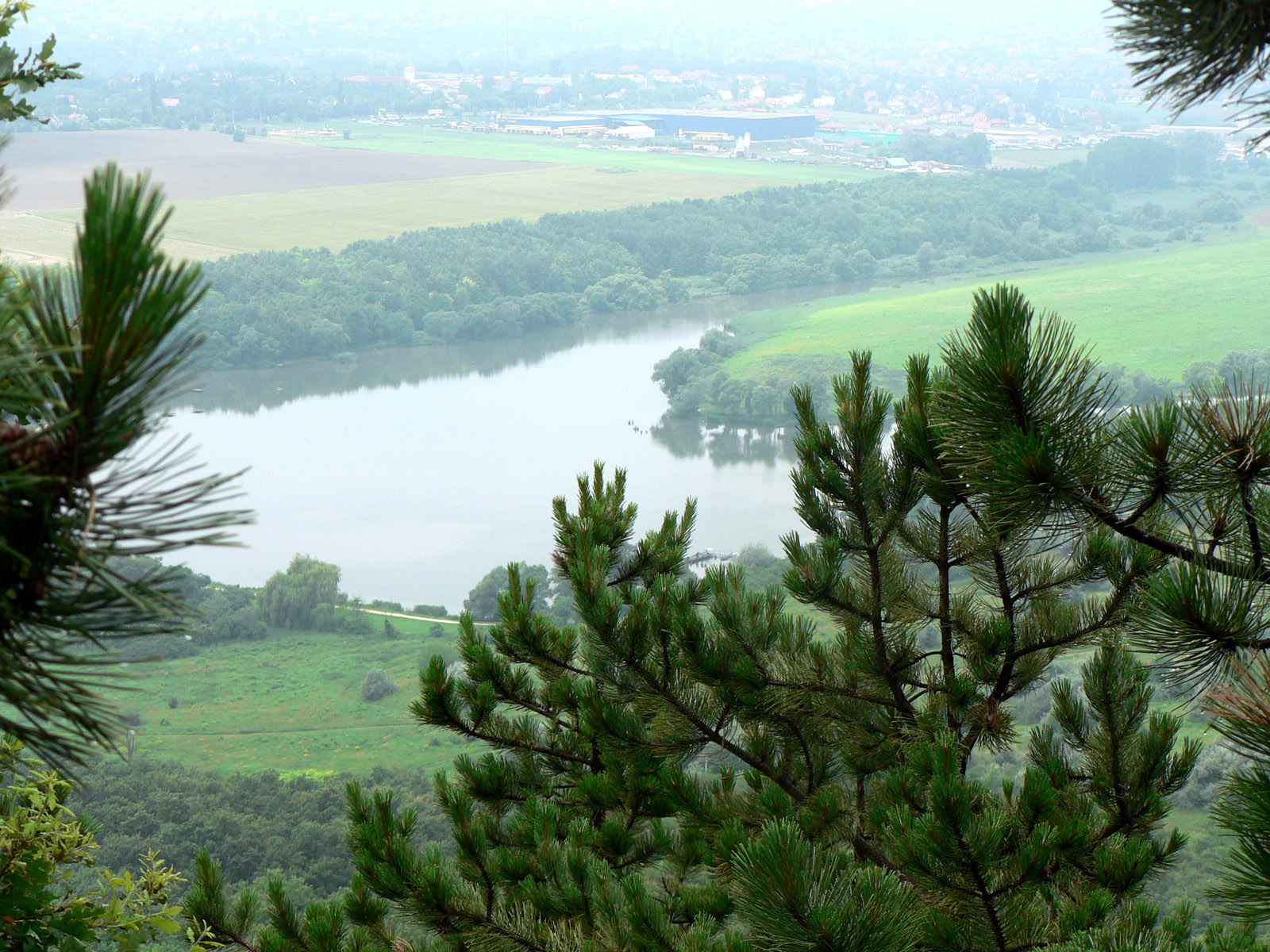
A tó a Fehér-hegyről